# Міжнародна федерація спортивного скелелазіння
Міжнародна федерація спортивного скелелазіння (англ. International Federation of Sport Climbing, скор. IFSC) —  міжнародна організація, яка проводить міжнародні змагання з скелелазіння і проводить роботу з розвитку скелелазіння, розширенню географії, вдосконалення правил змагань.

## Історія
Наприкінці  80-х — початку  90-х французи на міжнародному рівні намагалися переконати  Міжнародний союз асоціацій альпінізму (UIAA) в необхідності затвердити практику змагань по  скелелазінню, які пройшли в 1988 р. у вигляді чемпіонату світу, і в 1989 році у вигляді першого Кубка світу в  лазінні на трудність і  лазінні на швидкість. Це рух очолював Пол Брессет, який створив нову організацію всередині  Міжнародної організації асоціацій альпінізму (UIAA), що включала навчання суддівського персоналу і розробку правил проведення змагань.
В 1997 р. всередині  Міжнародного союзу асоціацій альпінізму (UIAA) було сформовано нову структуру — Міжнародну раду зі скелелазіння (ICC), з метою надання скелелазінню значної автономії і забезпечення його необхідними інструментами для подальшого розвитку.
В 1998 р. Міжнародною радою з скелелазіння (ICC) була офіційно введено нову дисципліну скелелазіння — боулдеринг. У вигляді експерименту було проведено серію змагань з боулдерингу «Top Rock Challenge».
В 1999 р. боулдеринг включено до програми чемпіонату світу.
У 2006 р. Міжнародний союз асоціацій альпінізму (UIAA) вирішив припинити керування скелелазінням і підтримати створення незалежної міжнародної федерації з управління цим видом спорту.
27 січня 2007 р. у  Франкфурті 68 федерацій увійшли до заснованої Міжнародної федерації скелелазіння (IFSC). Статути та постанови нової міжнародної федерації були одностайно прийняті, і робота федерації почалася.
28 квітня 2007 р. Міжнародну федерацію скелелазіння як нового учасника прийняли загальні збори Генеральної асоціації міжнародних спортивних федерацій (AGFIS). Кілька тижнів потому, Міжнародна асоціація Всесвітніх Ігор (IWGA) зробила те ж саме, підтверджуючи наявність скелелазіння в програмі  Всесвітніх Ігор 2009 в  м. Гаосюн.
10 грудня 2007 р. Міжнародний олімпійський комітет надав умовне визнання Міжнародної федерації скелелазіння, вітаючи скелелазіння в Олімпійському русі.
В даний час до складу Міжнародної федерації скелелазіння входить 81 національна федерація з п'яти континентів планети.
Скелелазіння продовжує розвиватися, понад 50 країн світу регулярно беруть участь у змаганнях, включених в офіційний календар Міжнародної федерації скелелазіння.
Вважаючись спочатку вікном до альпінізму, скелелазіння протягом двох століть росло під його крилом, і всього за двадцять років стало змагальним видом спорту, таким воно увійшло в нове тисячоліття.

## Структура IFSC

### Члени федерації
| Аргентина          | Federacion Argentina de Ski Y Andinismo                                                            | FASA         | http://www.fasa.org.ar [Архівовано 16 лютого 2022 у Wayback Machine.]                      |
| Австралія          | Sport Climbing Australia                                                                           | SCA          | http://www.sportclimbingaustralia.org.au [Архівовано 6 квітня 2022 у Wayback Machine.]     |
| Австрія            | Österreichischer Wettkletterverband                                                                | ÖWK          | https://web.archive.org/web/20161021170645/http://xn--wk-eka.at/                           |
| Білорусь           | Belarus Alpine Federation                                                                          | BAF          |                                                                                            |
| Бельгія            | Climbing and Mountaineering Belgium                                                                | CMBEL        | https://web.archive.org/web/20170612092221/http://belalpclub.org/                          |
| Боснія-Герцеговина | Mountaineering Union of Bosnia — Herzegovina                                                       | PSBH         | http://www.psbih.ba [Архівовано 24 січня 2022 у Wayback Machine.]                          |
| Бразилія           | Confederação Brasileira de Montanhismo e Escalada                                                  | CBME         | http://www.cbme.org.br [Архівовано 18 лютого 2022 у Wayback Machine.]                      |
| Болгарія           | Bulgarian Climbing and Mountaineering Federation                                                   | BCMF         | http://www.bfka.org [Архівовано 5 березня 2022 у Wayback Machine.]                         |
| Канада             | The Alpine Club of Canada — Competition Climbing Canada / Competition d'Escalade Canada            | ACC / CEC    | http://www.competitionclimbingcanada.com [Архівовано 10 листопада 2018 у Wayback Machine.] |
| Чилі               | Federacion de Andinismo de Chile                                                                   | FEACH        | https://web.archive.org/web/20160115171613/http://www.feach.cl/                            |
| Китай              | Chinese Mountaineering Association                                                                 | CMA          | http://www.cmasports.cn [Архівовано 11 квітня 2021 у Wayback Machine.]                     |
| Тайвань            | Chinese Taipei Alpine Association                                                                  | CTAA         | http://www.mountaineering.org.tw [Архівовано 6 червня 2007 у Wayback Machine.]             |
| Хорватія           | Hrvatski Planinarski Savez (Croatian Mountaineering Assocociation)                                 | HPS          | http://www.plsavez.hr [Архівовано 17 лютого 2013 у Wayback Machine.]                       |
| Кіпр               | Cyprus Mountaineering and Climbing Federation                                                      | CMCF         | http://www.komoa.com [Архівовано 18 травня 2019 у Wayback Machine.]                        |
| Чехія              | Cesky horolezecky svaz (Czech mountaineering association)                                          | CHS          | http://www.horosvaz.cz [Архівовано 24 вересня 2015 у Wayback Machine.]                     |
| Данія              | Dansk Klatreforbund/Danish Climbing Association                                                    | DKF/DCA      | http://www.klatreforbund.dk [Архівовано 11 лютого 2022 у Wayback Machine.]                 |
| Еквадор            | Federacion Ecuatoriana de Andinismo y Escalada                                                     | FEDAN        | https://web.archive.org/web/20190103071606/http://fedan.org/                               |
| Фінляндія          | Finnish Climbing association                                                                       | FCA          | http://www.climbing.fi [Архівовано 14 березня 2022 у Wayback Machine.]                     |
| Македонія          | Macedonian Mountain Sport Federation                                                               | MMSF         | https://web.archive.org/web/20090817181317/http://www.climbing.org.mk/                     |
| Франція            | Fédération Française de la montagne et de l'escalade                                               | FFME         | http://www.ffme.fr [Архівовано 16 лютого 2011 у Wayback Machine.]                          |
| Грузія             | Mountaineering and Climbing Association of Georgia                                                 | MCAG         |                                                                                            |
| Німеччина          | Deutscher Alpenverein                                                                              | DAV          | http://www.alpenverein.de [Архівовано 11 червня 2021 у Wayback Machine.]                   |
| Велика Британія    | British Mountaineering Council                                                                     | BMC          | http://www.thebmc.co.uk [Архівовано 29 квітня 2011 у Wayback Machine.]                     |
| Греція             | Hellenic Federation of Mountaineering and Climbing                                                 | HFMCU (EOOA) | http://www.eooa.gr [Архівовано 26 березня 2022 у Wayback Machine.]                         |
| Гватемала          | Federación Nacional de Andinismo de Guatemala                                                      | FNAG         |                                                                                            |
| Гонгконг           | Hong Kong Mountaineering Union                                                                     | HKMU         | http://www.hkmu.org.hk [Архівовано 2 листопада 2014 у Wayback Machine.]                    |
| Hong Kong          | Hong Kong Sport Climbing Union                                                                     | HKSCU        | https://web.archive.org/web/20190307015841/https://www.hkscu.org/                          |
| Угорщина           | Hungarian Mountaineering and Sport Climbing Federation                                             | MHSSz        | http://www.mhssz.hu [Архівовано 19 квітня 2022 у Wayback Machine.]                         |
| Індія              | Indian Mountaineering Foundation                                                                   | IMF          | http://www.indmount.org [Архівовано 9 квітня 2022 у Wayback Machine.]                      |
| Індонезія          | Federasi Panjat Tebing Indonesia                                                                   | FPTI         | http://www.fpti-climbing.org [Архівовано 23 листопада 2019 у Wayback Machine.]             |
| Іран               | Iran Mountaineering and Sport Climbing Federation                                                  | IRI MF       | https://web.archive.org/web/20180805144338/http://iranmountfed.com/                        |
| Ірландія           | Mountaineering Ireland                                                                             | MI           | http://www.mountaineering.ie [Архівовано 2 березня 2005 у Wayback Machine.]                |
| Ізраїль            | The Israeli Organization of Sport Climbing                                                         | IOSC         |                                                                                            |
| Італія             | Federazione Arrampicata Sportiva Italiana                                                          | FASI         | http://www.federclimb.it [Архівовано 31 липня 2021 у Wayback Machine.]                     |
| Японія             | Japan Mounatineering Association                                                                   | JMA          | http://www.jma-sangaku.or.jp/ [Архівовано 12 червня 2014 у Wayback Machine.]               |
| Казахстан          | Mountaineering and Climbing Federation of Republic of Kazakhstan                                   | MCFRK        | http://www.mountain.kz [Архівовано 4 грудня 2016 у Wayback Machine.]                       |
| Киргизстан         | Federation of Mountaineering Rock and Ice Climbing of Kirgiz Republic                              | FMRICK       |                                                                                            |
| Південна Корея     | Korean Alpine Federation                                                                           | KAF          | http://www.kaf.or.kr [Архівовано 25 квітня 2022 у Wayback Machine.]                        |
| Латвія             | Latvian Alpinist Asocciation                                                                       | LAA          | http://www.climbing.lv [Архівовано 7 квітня 2022 у Wayback Machine.]                       |
| Люксембург         | Fédération Luxembourgeoise d'Escalade, de Randonnée et d'Alpinisme                                 | FLERA        | http://www.flera.lu [Архівовано 1 квітня 2022 у Wayback Machine.]                          |
| Малайзія           | Persekutuan Mendaki Malaysia (Malaysia Mountaineering Federation)                                  | PMM          |                                                                                            |
| Мексика            | federacion mexicana de deportes de montana y escalada, ac                                          | FMDMYE       | http://www.montanayescalada.org [Архівовано 10 лютого 2022 у Wayback Machine.]             |
| Нідерланди         | Koninklijke Nederlandse Klim- en Bergsportvereniging                                               | NKBV         | http://www.nkbv.nl [Архівовано 20 квітня 2022 у Wayback Machine.]                          |
| Непал              | Nepal Mountaineering Association                                                                   | NMA          | http://www.nepalmountaineering.org [Архівовано 22 травня 2010 у Wayback Machine.]          |
| Нова Зеландія      | New Zealand Sportclimbing Federation                                                               | CNZ          | http://www.nzsf.org.nz [Архівовано 7 березня 2022 у Wayback Machine.]                      |
| Норвегія           | The Norwegian Climbing Federation                                                                  | NCF          | http://www.klatring.no [Архівовано 7 квітня 2022 у Wayback Machine.]                       |
| Перу               | Federacion Deportiva Peruana de Andinismo y Deportes de Invierno                                   | FEPADI       | http://www.fepadi.org [Архівовано 11 лютого 2021 у Wayback Machine.]                       |
| Філіппіни          | Sport Climbing Association of the Philippines                                                      | SCAPI        | https://web.archive.org/web/20170622181227/http://www.scapi.org/                           |
| Польща             | Polski Zwiazek Alpinizmu (Polish Mountaineering Association)                                       | PZA          | http://www.pza.org.pl [Архівовано 19 квітня 2022 у Wayback Machine.]                       |
| Португалія         | Federação de Campismo e Montanhismo de Portugal                                                    | FCMP         | http://www.fcmportugal.com [Архівовано 14 березня 2022 у Wayback Machine.]                 |
| Portugal           | Federação Portuguesa de Montanhismo e Escalada / Portuguese Mountaineering and Climbing Federation | FPME         | http://www.fpme.org [Архівовано 3 червня 2021 у Wayback Machine.]                          |
| Румунія            | Romanian Federation of Mountaineering and Climbing                                                 | FRAE         | https://web.archive.org/web/20160628000356/http://www.fralpinism.ro/                       |
| Росія              | Climbing Federation of Russia                                                                      | CFR          | http://www.c-f-r.ru [Архівовано 20 червня 2020 у Wayback Machine.]                         |
| Сербія             | Sports Climbing Federation of Serbia                                                               | SCFS         |                                                                                            |
| Сінгапур           | Singapore Mountaineering Federation                                                                | SMF          | http://www.smf.org.sg [Архівовано 9 червня 2019 у Wayback Machine.]                        |
| Словаччина         | Slovak Mountaineering Union JAMES                                                                  | SMU JAMES    | http://www.james.sk [Архівовано 18 лютого 2008 у Wayback Machine.]                         |
| Словенія           | Alpine Association of Slovenia                                                                     | PZS          | http://www.pzs.si/ksp [Архівовано 3 серпня 2002 у Wayback Machine.]                        |
| Іспанія            | Federación Española de Deportes de Montaña y Escalada                                              | FEDME        | http://www.fedme.es [Архівовано 8 квітня 2022 у Wayback Machine.]                          |
| Швеція             | Swedish Climbing Federation                                                                        | SKF          | http://www.klatterforbundet.com [Архівовано 12 лютого 2022 у Wayback Machine.]             |
| Швейцарія          | Swiss Alpine Club SAC                                                                              | SAC          | http://www.sac-cas.ch [Архівовано 8 березня 2018 у Wayback Machine.]                       |
| Таїланд            | The Sport Climbing Association of Thailand                                                         | SCAT         |                                                                                            |
| Туреччина          | Turkish Mountaineering Federation                                                                  | TDF/TMF      | https://web.archive.org/web/20110522120341/http://www.tdf.org.tr/                          |
| Україна            | Федерація альпінізму і скелелазіння України                                                        | ФАіС, UMF    | http://fais.org.ua/ [Архівовано 31 травня 2014 у Wayback Machine.]                         |
| США                | USA Climbing                                                                                       | USAC         | http://www.usaclimbing.org [Архівовано 26 квітня 2022 у Wayback Machine.]                  |
| Узбекистан         | Federation of Mountaineering and Rock Climbing of Uzbekistan                                       | FMCU         | http://www.asia-travel.uz [Архівовано 6 квітня 2022 у Wayback Machine.]                    |
| Венесуела          | Federacion Venezolana de Escalada Deportiva                                                        | FEVED        | http://www.feved.com [Архівовано 1 грудня 2021 у Wayback Machine.]                         |

## Ресурси Інтернету
- Офіційний сайт IFSC [Архівовано 14 квітня 2022 у Wayback Machine.]